# Betty Trask Award
Betty Trask Award – nagroda literacka dla autorów poniżej 35 roku życia będących obywatelami Wspólnoty Narodów, przyznawana przez brytyjski związek zawodowy pisarzy Society of Authors. Nagrody przyznawane są raczej powieściom tradycyjnym lub romansom, i mogą być przyznawane zarówno za prace opublikowane lub niepublikowane. Każdego roku nagrody wynoszą łącznie 20.000 £, przy czym jeden autor otrzymuje większą nagrodę, a pozostała część jest dzielona między innych pisarzy. 

## Lista laureatów głównej nagrody
| Rok  | Autor                | Książka                                                  | Kwota   |
| ---- | -------------------- | -------------------------------------------------------- | ------- |
| 1984 | Ronald Frame         | Winter Journey                                           | £6,750  |
| 1984 | Clare Nonhebel       | Cold Showers                                             | £6,750  |
| 1985 | Susan Kay            | Legacy                                                   | £12,500 |
| 1986 | Tim Parks            | Tongues of Flame                                         | £9,000  |
| 1987 | James Maw            | Hard Luck                                                | £8,000  |
| 1988 | Alex Martin          | The General Interruptor MS                               | £6,500  |
| 1988 | Candia McWilliam     | A Case of Knives                                         | £6,500  |
| 1989 | Nigel Watts          | The Life Game                                            | £10,000 |
| 1990 | Robert McLiam Wilson | Ripley Bogle (Zaułek łgarza)                             | £16,000 |
| 1991 | Amit Chaudhuri       | A Strange and Sublime Address                            | £10,000 |
| 1992 | Peter M. Rosenburg   | Kissing Through a Pane of Glass                          | £5,000  |
| 1993 | Mark Blackaby        | You'll Never be Here Again                               | £10,000 |
| 1994 | Colin Bateman        | Divorcing Jack (Rozwiedź Jacka)                          | £12,000 |
| 1995 | Robert Newman        | Dependence Day                                           | £10,000 |
| 1996 | John Lanchester      | The Debt to Pleasure (Cnym rozkoszom)                    | £8,000  |
| 1997 | Alex Garland         | The Beach (Niebiańska plaża)                             | £12,000 |
| 1998 | Kiran Desai          | Hullabaloo in the Guava Orchard (Zadyma w dzikim sadzie) | £10,000 |
| 1999 | Elliot Perlman       | Three Dollars                                            | £7,000  |
| 2000 | Jonathan Tulloch     | The Season Ticket                                        | £10,000 |
| 2001 | Zadie Smith          | White Teeth (Białe zęby)                                 | £8,000  |
| 2002 | Hari Kunzru          | The Impressionist (Impresjonista)                        | £8,000  |
| 2003 | Jon McGregor         | If Nobody Speaks of Remarkable Things                    | £10,000 |
| 2004 | Louise Dean          | Becoming Strangers                                       | £8,000  |
| 2005 | Susan Fletcher       | Eve Green                                                | £16,000 |
| 2006 | Nick Laird           | Utterly Monkey                                           | £10,000 |
| 2007 | Will Davis           | My Side of the Story                                     | £10,000 |
| 2008 | David Szalay         | London and the South-East                                | £10,000 |
| 2009 | Samantha Harvey      | The Wilderness                                           | £12,000 |
| 2010 | Nadifa Mohamed       | Black Mamba Boy                                          | £10,000 |
| 2011 | Anjali Joseph        | Saraswati Park                                           | £10,000 |
| 2012 | David Whitehouse     | Bed                                                      | £8,000  |
| 2013 | Grace McCleen        | The Land of Decoration                                   | £8,000  |
| 2014 | Nathan Filer         | The Shock Of The Fall                                    | £10,000 |
| 2015 | Ben Fergusson        | The Spring of Kasper Meier                               | £10,000 |
| 2016 | Alex Christofi       | Glass                                                    | £10,000 |
| 2017 | Daniel Shand         | Fallow                                                   | £10,000 |
| 2018 | Omar Robert Hamilton | The City Always Wins                                     | £10,000 |
| 2019 | James Clarke         | The Litten Path                                          | £10,000 |
| 2020 | Kathryn Hind         | Hitch                                                    | £10,000 |
| 2021 | Thomas McMullan      | The Last Good Man                                        | £10,000 |
| 2022 | Will McPhail         | IN: The Graphic Novel                                    | £10,000 |